# Grandstream Networks
Grandstream Networks — компания-производитель оборудования IP-телефонии и IP-видеонаблюдения.
Компания была основана коллективом частных предпринимателей в Соединённых Штатах Америки в 2002 году. Штаб-квартира компании расположена в Бостон (штат Массачусетс), собственное производство вынесено в КНР (Шэньчжэнь). Работа оборудования компании основана на использовании открытого протокола SIP. На 2014 год штат компании составляют более чем 400 сотрудников во всём мире, 7 офисов компании расположены в Северной и Южной Америке, Азии и Африке. Grandstream Networks входит в пятёрку крупнейших производителей VoIP оборудования в мире. Компания является постоянным экспонентом крупнейшей профильной выставки CeBIT.

## История развития

### 2003—2004 год
Компания Grandstream Networks начала производство с выпуска недорогих и надёжных VoIP адаптеров и уже в 2003 году была отмечена наградами Архивная копия от 26 марта 2014 на Wayback Machine в области IP-телефонии. После первых успехов ассортимент продукции расширился IP-телефонами для домашнего использования.

### 2005—2006 год
В 2005—2006 годах начался выпуск оборудования для малого и среднего бизнеса. Портфель выпускаемой продукции пополнился VoIP шлюзами, телефонными аппаратами для офиса и видеофонами. В конце 2006 года компания получила несколько престижных наград и премию TMC Labs, о Grandstream всерьёз заговорили на мировом рынке IP-телефонии.

### 2008 год
Grandstream Networks представила свою первую IP-АТС. В то же время на рынке телефонии начали происходить переломные процессы, потребители в полной мере ощутили всю выгоду и удобство VoIP, в результате чего развернулась серьёзная конкуренция между игроками этой сферы. С 2008 года портфель продуктов Grandstream стал представлять собой единое решение, без привлечения оборудования сторонних производителей.

### 2009 год
С 2009 года Grandstream Networks заняла новую нишу рынка, запустив производство IP-камер видеонаблюдения, которые, поддерживая работу по протоколу SIP, что обеспечивали двустороннюю передачу голоса и изображения на оконечные VoIP устройства. Встроенные или внешние микрофоны и динамики, а также «сухие контакты», расширили сферу применения новинок. «Сухие контакты», являясь по сути управляемым реле, работающим по событию, подключаются к электрозамкам, к системе пожарной безопасности и т. д. В этом же году был выпущен новый видеофон с поддержкой Skype.

### 2010—2012 год
В этих годах шло активное обновление модельного ряда как видеокамер, так и телефонных аппаратов, была представлена SIP-DECT система с поддержкой роуминга. Появились первые антивандальные камеры и камеры с ИК-подсветкой.
Оборудование Grandstream использовалось в ходе президентских выборов 2012 года в США в штаб-квартирах Барака Обамы и Митта Ромни.

### 2013 год
В 2013 году практически все уличные камеры оснащались ИК-подсветкой. Начался выпуск VoIP-шлюзов высокой плотности и телефонов премиум-класса с цветными жидкокристаллическими экранами.

## Линейки оборудования компании Grandstream Networks

### IP-телефоны для дома и офиса

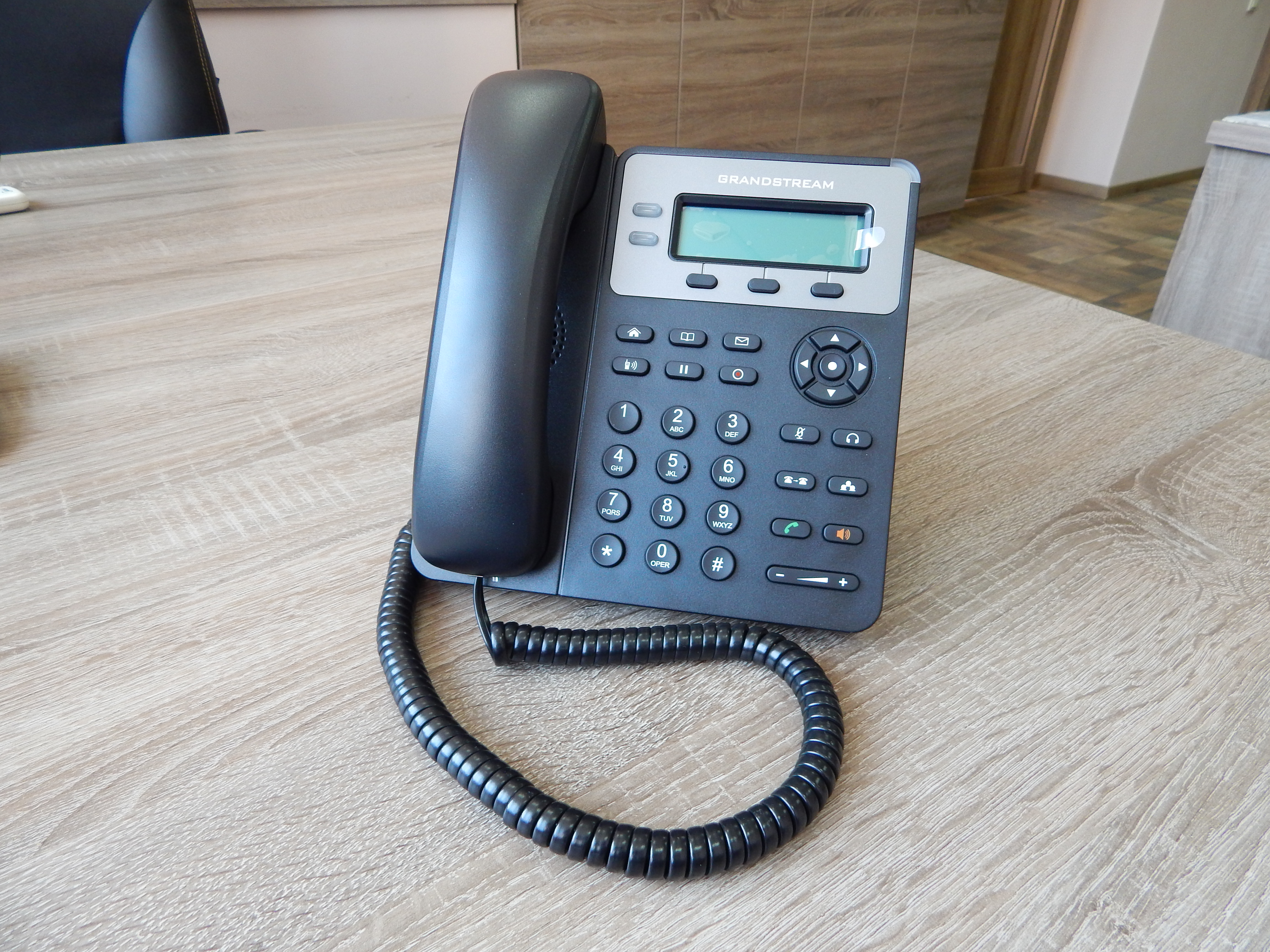
IP-телефон Grandstream GXP1610

Серия GXP1xxx — простые IP телефоны для дома и офиса на базе ОС Linux. Удобные в настройке и использовании аппараты исполнены в двух вариантах: с поддержкой питания по PoE и без. Телефоны Grandstream совместимы с услугой «МультиФон» от российского оператора «МегаФон».
В 2021 году компания представила новую линейку GRP26xx Архивная копия от 19 июня 2019 на Wayback Machine — бюджетные телефонные аппараты, представляющие собой простые и доступные IP-телефоны.

### IP-телефоны премиум-класса для среднего и крупного бизнеса
Серия GXP2xxx (недоступная ссылка) — продвинутые IP телефоны с широким функционалом. Все телефоны этой серии поддерживают отслеживание состояния линии (BLF) с двухцветной индикацией, также на некоторые модели возможна установка модулей расширения. По состоянию на 2022-й год линейка телефонов GXP2xxx постепенно выводится из производства.

### DECT SIP-телефоны
Система беспроводной телефонии SIP-DECT DP715/710.
На смену линейки DP710/715 вышли базовые DECT-станции Grandstream DP750, Grandstream DP752 и DECT-трубки Grandstream DP720, DP722 и DP730.

### VoIP адаптеры
Адаптеры серии HT (HandyTone) Архивная копия от 26 марта 2016 на Wayback Machine используются для подключения аналоговых аппаратов и телефонных линий в VoIP среду. Данные устройства поддерживают передачу факса, импульсный набор.

### VoIP шлюзы
Аналоговые шлюзы серии GXW4xxx выпускаются в как настольном, так и в стоечном исполнении, варьируется количество FXS и FXO портов на устройствах (до 48 портов на юнит). Поддерживается работа двух шлюзов без регистрации на SIP сервере для удлинения аналоговых линий через IP-сеть.

### IP-АТС
Серия аппаратных IP-АТС UCM61xx Архивная копия от 9 апреля 2016 на Wayback Machine на базе Asterisk. Поддерживается быстрое развёртывание системы телефонии, запись разговоров по расписанию и другим условиям, видеовызовы, конференц-связь. Все станции оснащены встроенными FXS и FXO шлюзами.
В 2021-м году на рынок вышла новая линейка IP АТС UCM63xx. Серия UCM63xx позволяет компаниям создавать мощные и масштабируемые решения для унифицированных коммуникаций и сотрудничества. Эта серия IP-АТС предоставляет платформу, которая объединяет все бизнес-коммуникации в одной централизованной сети, включая голосовую связь, видеозвонки, видеоконференции, видеонаблюдение, веб-встречи, данные, аналитику, мобильность, доступ к объектам, домофоны и многое другое.

### IP-видеофоны
Серия GXV3xxx Архивная копия от 31 марта 2016 на Wayback Machine — видеофоны с кнопочным или сенсорным управлением, с разными диагоналями экрана. Во всех аппаратах «прошит» аккаунт в системе IPVideoTalk, что позволяет владельцам видеофонов Grandstream бесплатно общаться друг с другом.

### IP-камеры
Серия GXV36xx представлена камерами внутреннего и наружного наблюдения. Все камеры в серии являются конечными SIP-устройствами, позволяющими осуществлять двустороннюю аудио и видеосвязь. Реализованы в различных вариантах исполнения.

### IP-видеошлюзы
Серия GXV35xx используется для интеграции аналоговых видеокамер в IP среду.

### Системы ВидеоКонференцСвязи (ВКС)
Серия GVC32xx используется для создания видеоконференций, вся линейка оснащена PTZ камерами.

### Системы аудиоконференций
Серия GAC2XXX используется для создания аудиоконференций.

### Абонентские точки доступа Wi-Fi
Серия GWN76xx представлена точками доступа Wi-Fi различной производительности: для размещения в помещениях и на улице. Серия поддерживается платформами Grandstream GWN.Cloud и GWN Manager, бесплатными облачными и локальными решениями управления от Grandstream. Каждое устройство также включает встроенный контроллер в веб-интерфейсе пользователя для легкого администрирования локально развернутых Wi-Fi точек доступа